# Uso della candela nelle religioni

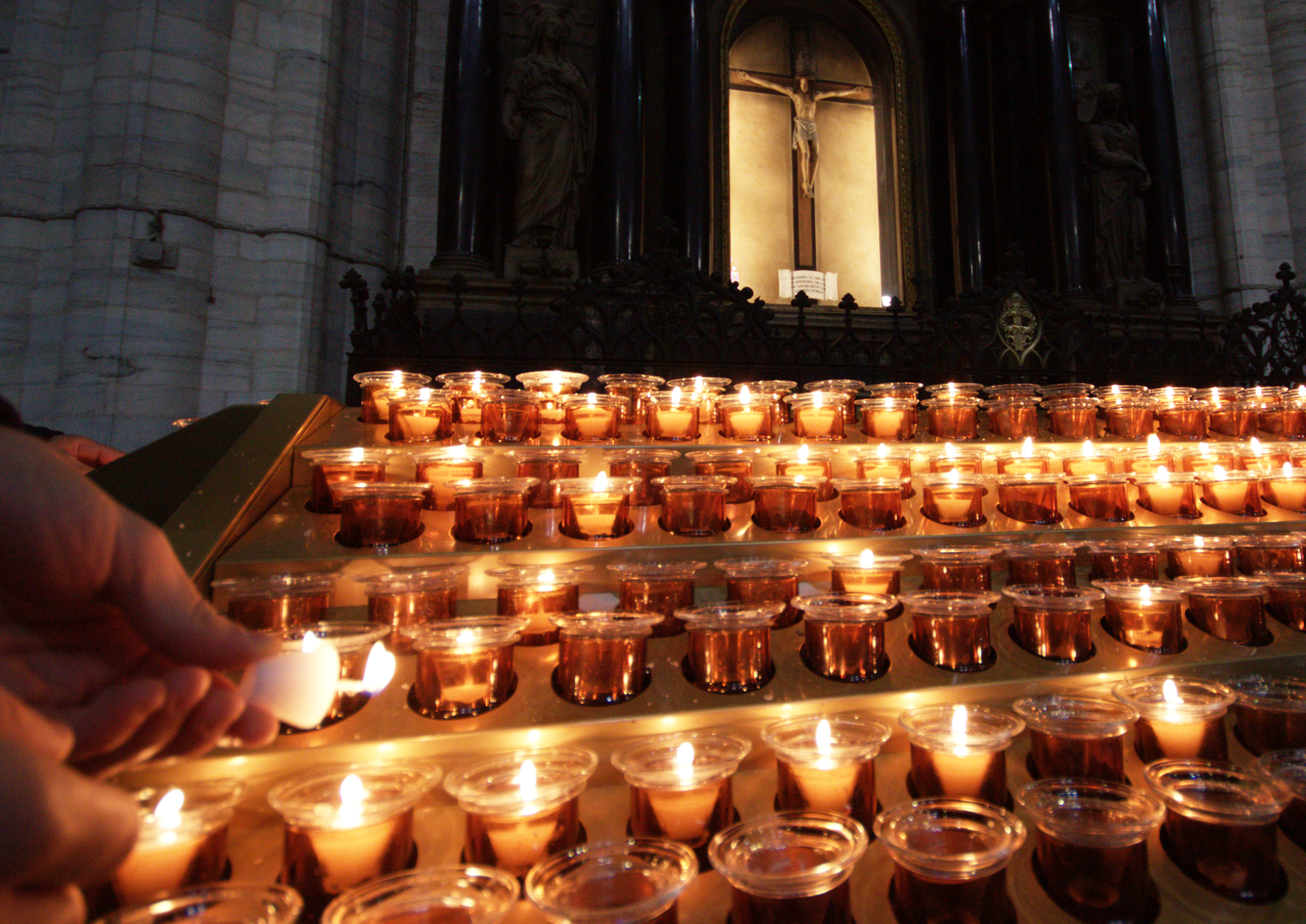
Candele all'interno del Duomo di Milano

Le candele vengono spesso utilizzate durante le cerimonie religiose.

## Cristianità
In ambito cristiano, le candele rappresentano in genere la «luce di Dio», o più precisamente la «luce di Cristo», e sono spesso collocate sull'altare.
Durante la Veglia di Pasqua viene acceso ritualmente il cero pasquale, che rappresenta appunto Gesù, considerato «Luce del Mondo». Il cero pasquale, posto solitamente nei pressi dell'altare, è presente anche durante tutto il Tempo Pasquale e viene spento a Pentecoste.
Le candele votive possono essere accese durante la preghiera. Le candele vengono accese dai fedeli di fronte alle icone nelle chiese ortodosse.
La Candelora segna la fine della stagione dell'Epifania.
In Svezia (e altre nazioni scandinave), Il giorno di Santa Lucia è festeggiato il 13 dicembre con l'incoronazione di una ragazzina con una corona di candele.
Nei giorni anteriori al Natale si usa bruciare un ammontare prefissato di candela ogni giorno. Le candele, così utilizzate, prendono il nome di candele d'Avvento.

## Ebraismo
Nella religione ebraica, vengono tradizionalmente accese della candele il venerdì sera, all'inizio della celebrazione settimanale dello Shabbat, e la sera del sabato durante il rituale Havdalah, che segna la fine dello Shabbat. La festività Ebraica di Hanukkah, conosciuta anche come Festa delle Luci, viene celebrata mediante l'accensione di una candela in uno speciale candelabro (menorah), ogni notte per tutti gli otto giorni della festività, per commemorare la dedica dell'altare nel Tempio di Gerusalemme. Le candele vengono usate, inoltre, per ricordare i defunti, specialmente nel loro Yahrzeit, l'anniversario di morte secondo il calendario Ebraico, in occasione del quale viene accesa una candela da 24 ore.

## Kwanzaa
Si utilizzano candele anche nei festeggiamenti dello Kwanzaa, una festa afroamericana della durata di sette giorni, che si celebra tra il 26 dicembre e il 1º gennaio.
I colori dello Kwanzaa sono tre: il nero, che simboleggia il colore della pelle dei popoli africani, Il rosso, che rappresenta le loro lotte e le loro sofferenze, il verde, che significa speranza in un futuro migliore.
Anche le candele sono colorate: una è nera, tre sono rosse e tre verdi; in totale sette come i valori fondamentali della cultura africana che contribuiscono a diffondere e rafforzare il concetto di famiglia, comunità e cultura tra la popolazione afro-americana e tra le varie comunità di africani sparse per il mondo. Questi valori sono chiamati "Nguzo Saba" che in swahili significa "i sette princìpi" e ogni candela ne rappresenta uno.
Quella nera simboleggia il primo principio, l'unità, le tre rosse i princìpi dell'autodeterminazione, della cooperazione economica e della creatività, infine le tre verdi rappresentano il lavoro collettivo e la responsabilità, lo scopo finale, la fiducia.
Le candele vengono messe in un candelabro secondo un ordine ben preciso: la nera in centro, le rosse a sinistra e le verdi a destra. La nera è la prima ad essere accesa nel giorno d'inizio dei festeggiamenti, mentre le rimanenti verranno accese nei giorni successivi, una al giorno, partendo dalla prima a sinistra. La procedura vuole simboleggiare che prima viene la gente, poi la fatica e la lotta, ed infine la speranza nel futuro.

## Umanesimo
Per gli umanisti (nell'accezione che la parola ha negli Stati Uniti, ed in particolar modo per i cosiddetti umanisti secolari), gli scettici e gli atei, le candele sono diventate un simbolo della «luce della ragione e della razionalità». Questa associazione fu ispirata da Carl Sagan, che scelse come sottotitolo per il suo libro del 1997 Il mondo infestato dai demoni la frase La scienza come una candela nel buio. La festa umanista HumanLight spesso presenta una cerimonia di accensione di candele.

## Wicca
Nella Wicca, e forme collegate di Neopaganesimo, le candele sono spesso usate sull'altare a rappresentare la presenza del dio e della dea, e nei quattro angoli di un cerchio rituale a rappresentare la presenza dei quattro elementi. Quando vengono usate in questo modo, l'accensione e lo spegnimento delle candele segnano l'apertura e la chiusura del rituale. I wiccan e gli altri neopagani utilizzano candele per motivi magici e meditativi.